# 库普里亚诺夫卡村委员会
库普里亚诺夫卡村委员会（俄语：Куприяновский сельсовет）是俄罗斯联邦阿穆尔州扎维京斯克区所属的一个村委员会。其下辖有3个居民点，行政中心为库普里亚诺夫卡。据2016年统计，该村委员会的人口为546人。